# Psathyrella merdicola
Psathyrella merdicola är en svampart som tillhör divisionen basidiesvampar, och som beskrevs av L. Örstadius och Ellen Larsson. Psathyrella merdicola ingår i släktet Psathyrella, och familjen Psathyrellaceae. Arten är reproducerande i Sverige.